# Pieczarka kompostowa
Pieczarka kompostowa (Agaricus cappellianus Hlaváček) – gatunek grzybów z rodziny pieczarkowatych (Agaricaceae).

## Systematyka i nazewnictwo
Pozycja w klasyfikacji według Index Fungorum: Agaricus, Agaricaceae, Agaricales, Agaricomycetidae, Agaricomycetes, Agaricomycotina, Basidiomycota, Fungi.
Synonimy:
- Agaricus campestris ß vaporarius Pers. 1801
- Agaricus pseudovillaticus Rauschert 1992
- Agaricus vaporarius (Pers.) Imbach 1949
- Pratella campestris var. vaporaria (Pers.) Gray 1821
- Pratella campestris ß vaporaria (Pers.) Gray 1821
- Psalliota vaporaria (Pers.) F.H. Møller & Jul. Schäff. 1938[2].

Nazwę polską zaproponował Władysław Wojewoda w 2003 r. dla synonimu Agaricus vaporarius.

## Morfologia
Kapelusz
O średnicy 7–15 cm, gruby i mięsisty, początkowo wypukły, później płaski, z płaskim środkiem. Powierzchnia czekoladowo-brązowa, bledsza w kierunku brzegu, pokryta grubymi, brązowymi, przylegającymi łuskami.
Blaszki
Wolne, cienkie, gęste, o równym sterylnym brzegu, początkowo różowawe z czerwonawym odcieniem, później ciemnobrązowe.
Trzon
Wysokość 6–12 cm, grubość 2,5–5 cm, centralny, cylindryczny lub zwężający się ku nasadzie, pełny. Powierzchnia biaława, w kierunku podstawy brązowawa, czasami z pozostałościami zasnówki poniżej pierścienia. Pierścień o grubości 1–2 mm, białawy, zwisający, górą żółtawy, z brązowawymi łuskami na dolnej stronie, często z postrzępionym brzegiem.
Miąższ
Gruby, białawy, po uszkodzeniu rstaje się różowy. Zapach kwaśny, później nieprzyjemny. Smak w młodych owocnikach słodkawy, później odrażający.
Cechy mikroskopowe
Podstawki 4, czasami 1–2-zarodnikowe, 24–36 × 8 µm, maczugowate. Sterygmy o długości 3–4 µm. Cheilocystydy 20–32 × 7–9 µm, cylindryczne do wąsko maczugowatych. Bazydiospory 6–7 × 5–6 µm, bladobrązowe, półkuliste lub kuliste z zaokrąglonymi wierzchołkami i jedną lub dwiema gutulami.

## Występowanie i siedlisko
Podano występowanie tego gatunku w Europie i Ameryce Północnej. W piśmiennictwie naukowym w Polsce do 2003 r. jedyne stanowisko tego gatunku podał Stanisław Domański (Warszawa, 1997 r.) Rosła w sierpniu, na ziemi, na skwerze. W 2018 r. B. Gierczyk i inni przytoczyli następne stanowisko (jako A. vaporaria).
Naziemny grzyb saprotroficzny.